# Жёны бедняков
«Жёны бедняков» (англ. Poor Men's Wives) — немая чёрно-белая мелодрама 1923 года.

## Сюжет
Лора Бедфорд выходит замуж за бедного таксиста Джима Маберна, а её подруга Кларибель — за богача Ричарда Смит-Блантона. Спустя несколько лет судьба вновь сводит женщин вместе. Кларибель приглашает Лору на бал, и та с радостью соглашается. Так как Лора очень бедна, она вынуждена взять бальное платье напрокат. На празднике у Кларибель за ней начинает увиваться Смит-Блантон, но Лора не реагирует на его авансы. После бала дети Лоры нечаянно портят взятое напрокат платье, и женщине приходится возместить убыток, заплатив все скудные сбережения Джима. Узнав об этом, Джим выгоняет её, однако затем ему приходится защитить жену от навязчивого ухаживания Смит-Блантона, и между супругами вновь воцаряется мир.

## В ролях
- Барбара ла Марр — Лора Бедфорд
- Дэвид Батлер — Джим Маберн
- Бетти Франциско — Кларибель
- Ричард Такер — Ричард Смит-Блантон